# Kanhangad
Kanhangad (mal. കാഞ്ഞങ്ങാട്) – miasto w południowo-zachodnich Indiach, nad Morzem Arabskim, w stanie Kerala, w dystrykcie Kasaragod. Miasto w 2011 roku liczyło 187 394 mieszkańców, z czego 97 993 to kobiety a 89 401 to mężczyźni. Miasto położone jest 22 km (13,5 mi) na południe od siedziby dystryktu, miasta Kasaragod.
W mieście znajduje się hinduistyczny Mandir, fort Bekal z 1650 roku oraz Anandashram, będący świątynią rekolekcyjną.

## Galeria

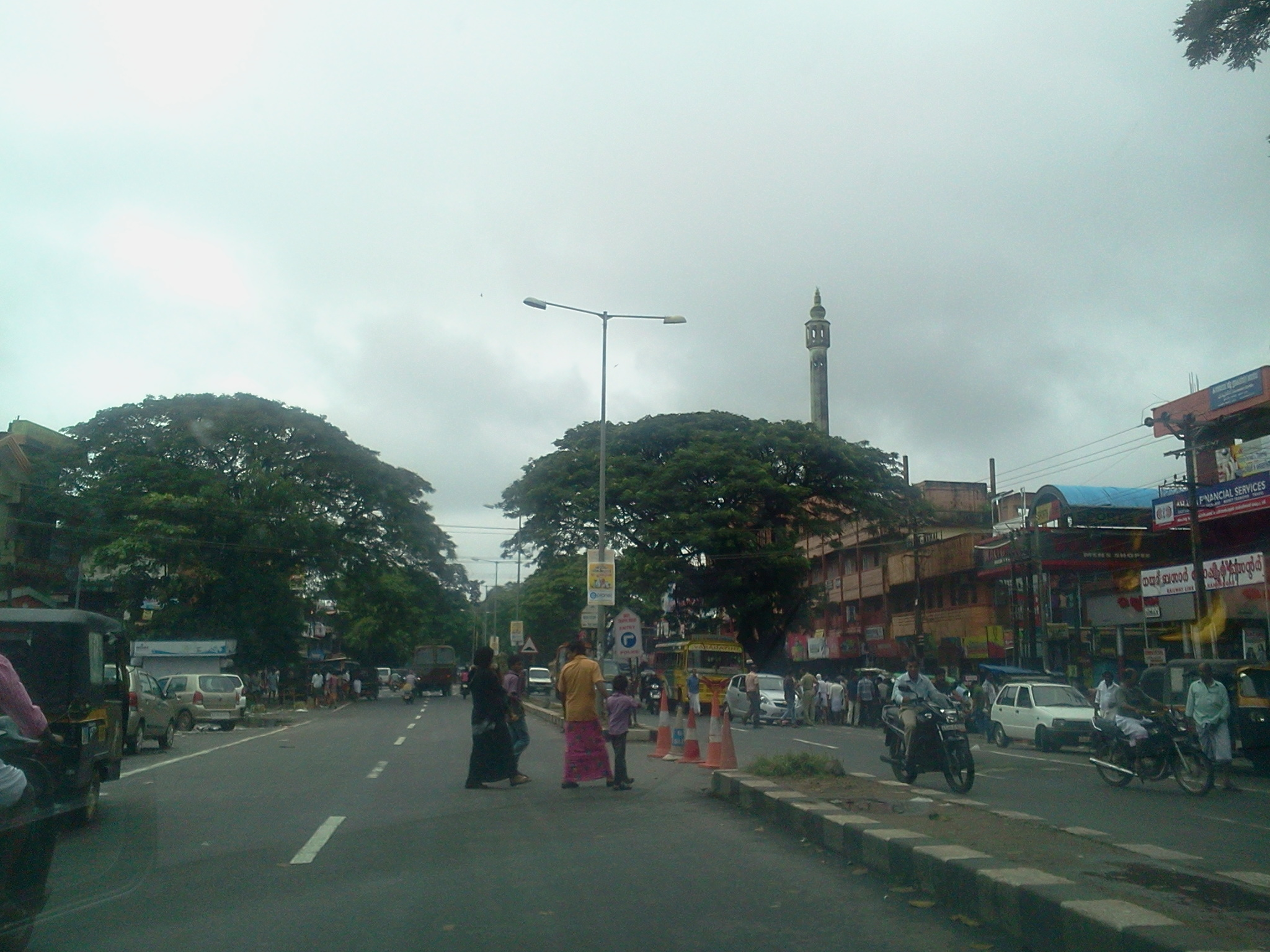
Centrum miasta
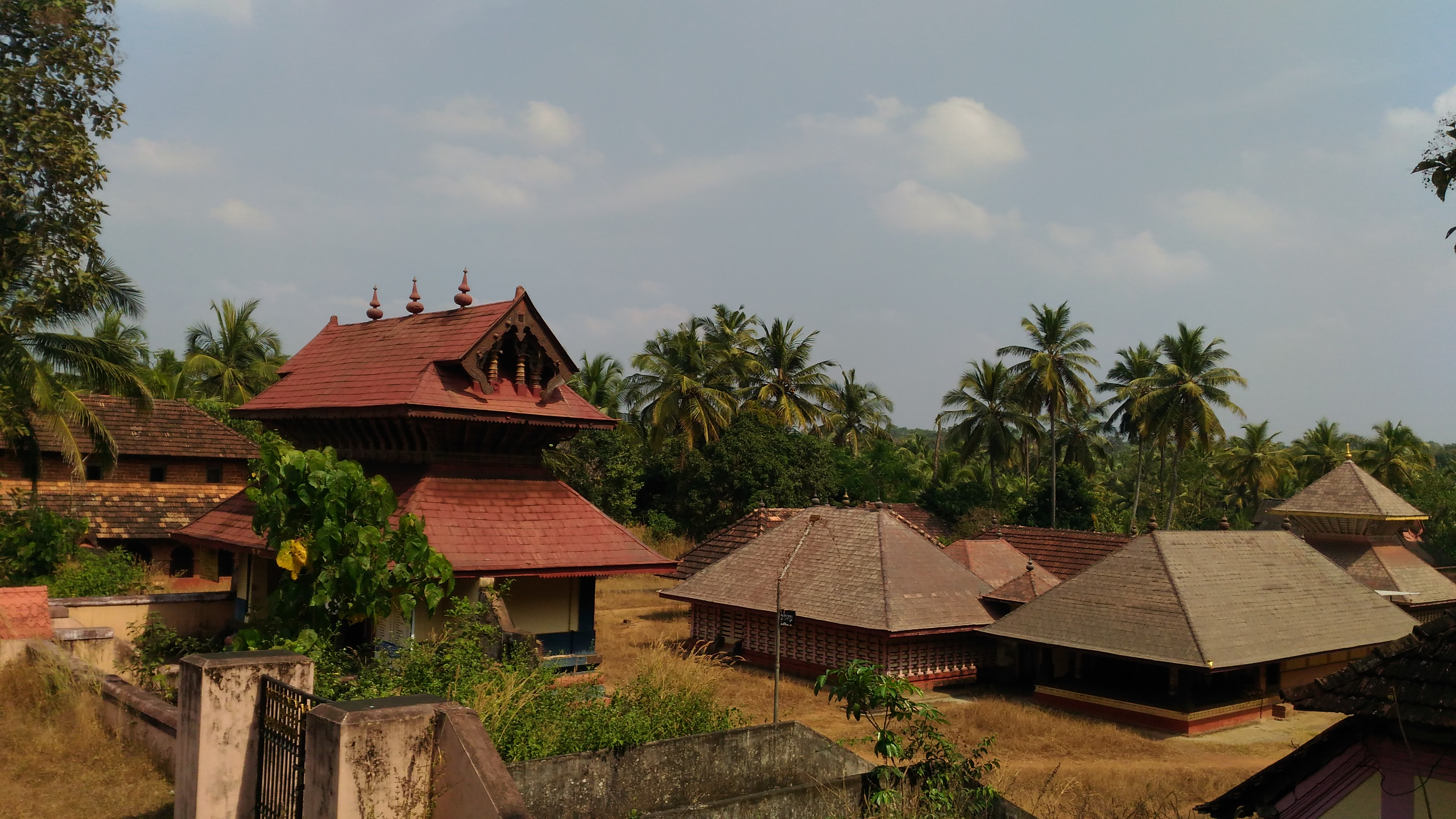
Mandir
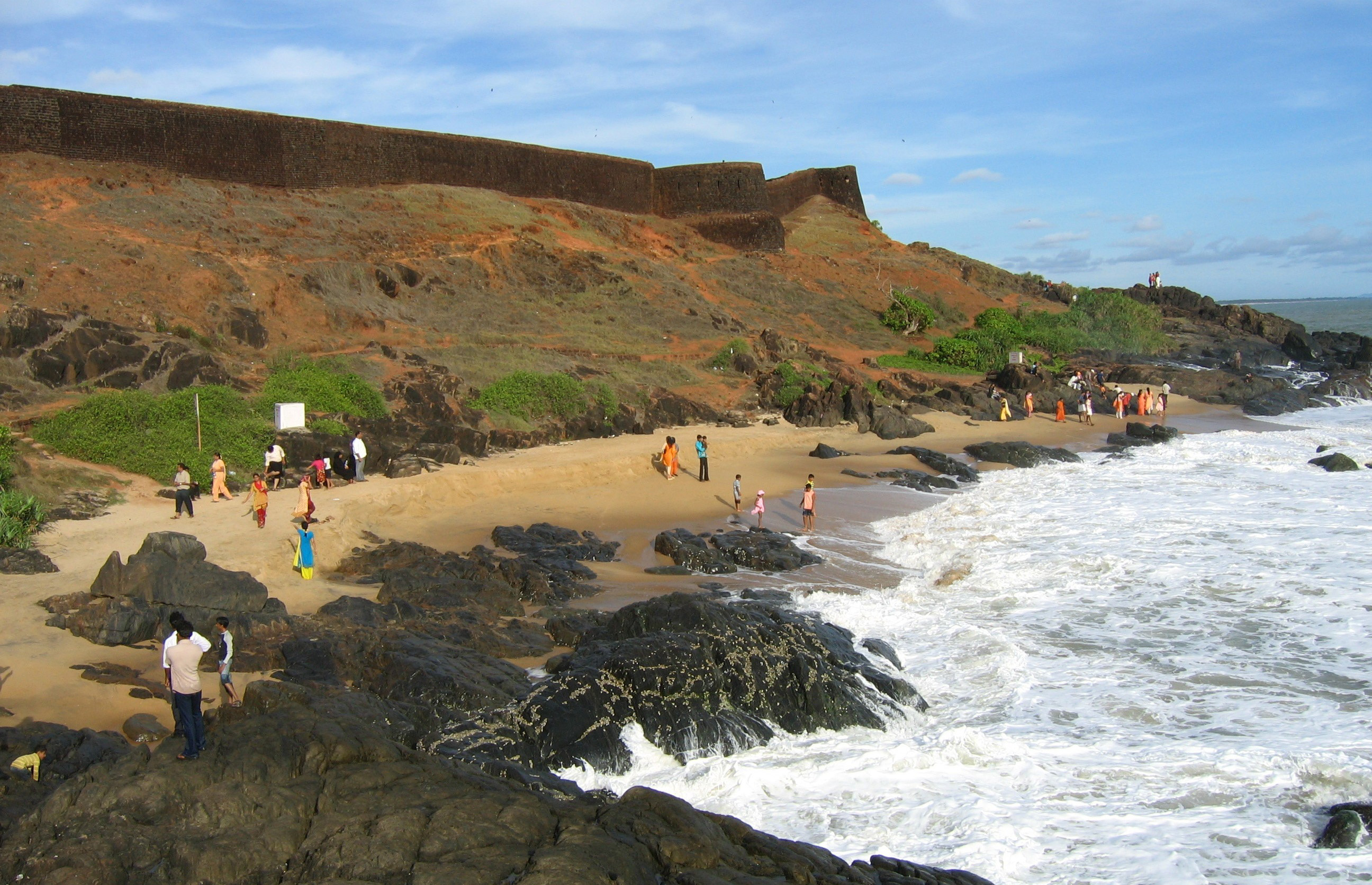
Plaża oraz fort Bekal
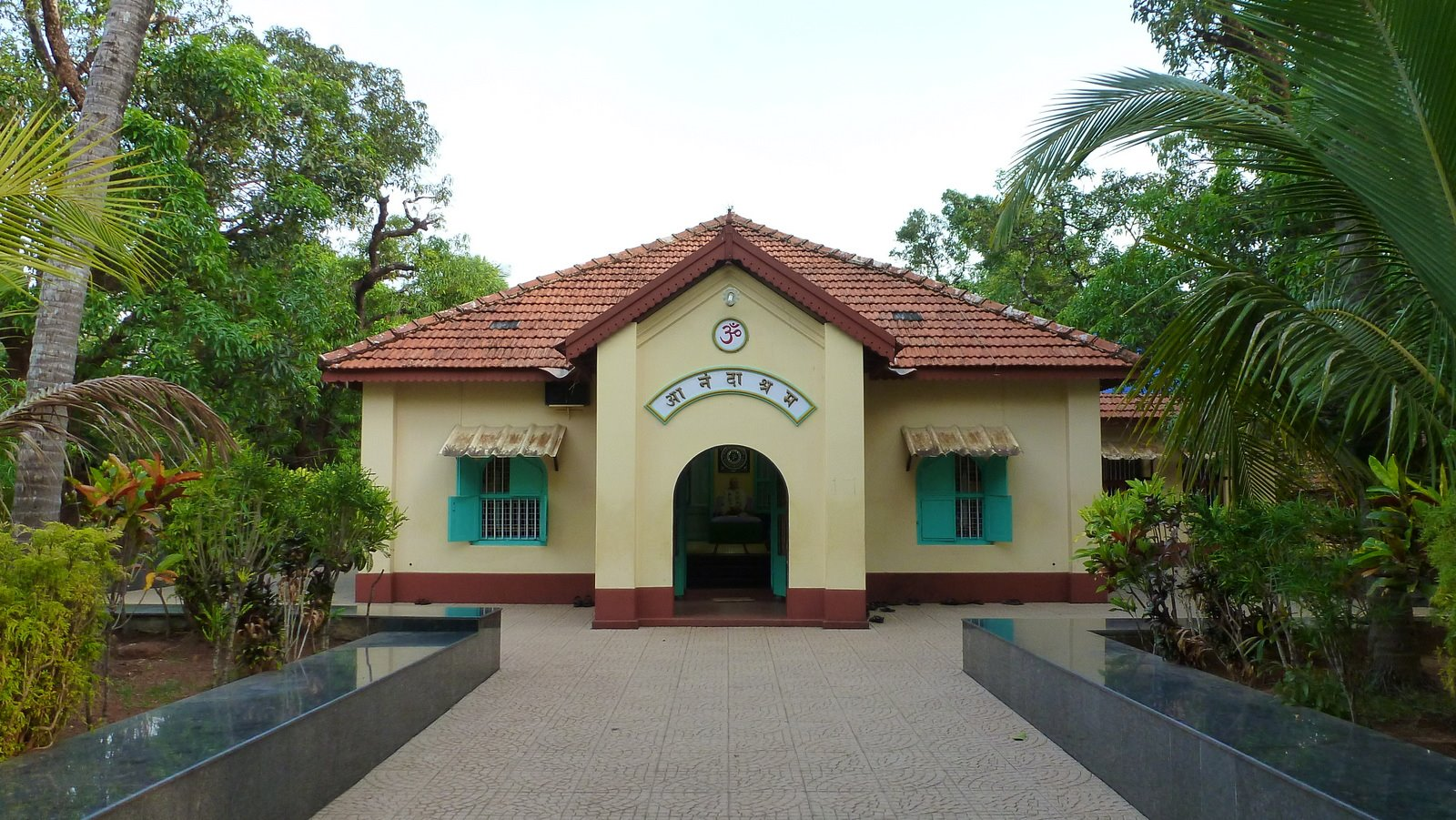
Anandashram